# Túria (métro de Valence)
Túria est une station de la ligne 1 et la ligne 2 du métro de Valence. Elle est située sous l'avenue Pie-XII, dans le district de Campanar, à Valence.

## Situation sur le réseau
Établie en souterrain, la station Túria du métro de Valence est située sur ligne 1 et la ligne 2 entre Campanar et Àngel Guimerà.

## Histoire
La station ouvre au public le 8 octobre 1988, à l'occasion de la mise en service du réseau,.